# موسيقى كلاسيكية هندوستانية
موسيقى كلاسيكية هندوستانية أو الموسيقى الكلاسيكية الشمالية الهندية أو شاستريا سانجيت هي موسيقى تقليدية للمناطق الشمالية من شبه القارة الهندية، بما في ذلك الدول الحديثة في الهند والنيبال والبنغلاديش وباكستان. وواحدة من النوعين الرئيسيين للموسيقى الهندية المتداولة بشعبية إلى جانب موسيقى الكرنفالات من جنوب الهند. يعود تاريخها إلى القرن الثاني عشر الميلادي.
حيث أثرت الموسيقى الكلاسيكية الهندوستانية بشدة على الموسيقى الكلاسيكية الإندونيسية خصوصا موسيقى دانغدوت الشعبية، خاصة في اللحن والأداء الصوتي هذا الأخير الذي يعتبر ذو أهمية قصوى، إلى جانب الآلات الموسيقية المعتمدة أساساً على آلاتي السيتار وسارود.

## وصلات خارجية
- الموسيقى الهندية الكلاسيكية والبوب الغربي (بالإنجليزية)